# Pseudophaneroptera
Pseudophaneroptera is een geslacht van rechtvleugeligen uit de familie sabelsprinkhanen (Tettigoniidae). De wetenschappelijke naam van dit geslacht is voor het eerst geldig gepubliceerd in 1878 door Brunner von Wattenwyl.

## Soorten
Het geslacht Pseudophaneroptera omvat de volgende soorten:
- Pseudophaneroptera grandis Henry, 1939
- Pseudophaneroptera major Brunner von Wattenwyl, 1891
- Pseudophaneroptera malpasi Henry, 1939
- Pseudophaneroptera phillipsi Henry, 1939
- Pseudophaneroptera pinnicerca Henry, 1939
- Pseudophaneroptera ramicerca Henry, 1939
- Pseudophaneroptera turbida Brunner von Wattenwyl, 1878